# Teodor III (ormiański patriarcha Jerozolimy)
Teodor III (ur. ?, zm. ?) – w latach 1645–1664 i 1665–1666 ormiański Patriarcha Jerozolimy.